# 哀王 (周)
哀王（あいおう、生年不詳 - 紀元前441年、在位：紀元前441年）は、周王朝第29代の王。貞定王の長子。
『史記』周本紀によれば、在位期間はわずか3ヶ月であり、弟の姫叔襲により殺害されたと伝われている。